# Westslowakische Dialekte
Die westslowakischen Dialekte (slowakisch západoslovenské nárečia, západoslovenský dialekt, západoslovenčina) sind eine der drei großen Dialektgruppen der slowakischen Sprache.
Die Mundarten dieser Gegend bildeten die Grundlage für das kulturelle Westslowakische (slowakisch kultúrna západoslovenčina). Diese Sprachform (genauer deren von Trnava) war wiederum die Ausgangsform für die Kodifikation der ersten slowakischen Schriftsprache durch Anton Bernolák im Jahr 1787, das sogenannte Bernolákisch (slowakisch bernolákovčina), auch wenn sie schlussendlich nicht zur Nationalsprache der Slowaken wurde.

## Verbreitung und Gliederung
Die westslowakischen Dialekte werden hauptsächlich in der West- und Nordwestslowakei gesprochen, allerdings nicht im Süden der Westslowakei entlang der Donau. Dort werden entweder das Ungarische oder gemischte slowakische Dialekte gesprochen. Das Verbreitungsgebiet entspricht im Wesentlichen dem Gebiet der ungarischen Komitate Pressburg, Neutra (außer der Gegend von Partizánske und Prievidza) und Trentschin. Dies entspricht dem Großteil der heutigen Verwaltungseinheiten Bratislavský kraj, Trnavský kraj und Trenčiansky kraj und Teilen von Nitriansky kraj und Žilinský kraj.
Weitere Gliederung unterscheidet sich je nach Autor und Quelle. Die folgende Übersicht nutzt als Quellen das Nachschlagewerk Vlastivedný slovník obcí na Slovensku (etwa „Heimatkundelexikon der Gemeinden der Slowakei“) aus dem Jahr 1977 sowie Angaben von Slovake.eu:
- Dialekte von Záhorie zwischen der March und den Kleinen Karpaten, also nördlich von Bratislava rund um Malacky, Senica und Skalica. Als Untergruppe werden die Dialekte von Skalica genannt.
- Dialekte von Trnava rund um die gleichnamige Stadt, als Untergruppe werden die Dialekte von Modra nordöstlich von Bratislava genannt
- Dialekte des Gebiets an der Waag rund um Piešťany und Nové Mesto nad Váhom, mit einer weiteren Untergruppe von Dialekten rund um Myjava
- Dialekte des Gebiets an der Nitra (Neutra), mit einer weiteren Gliederung in Dialekte der mittleren Nitra rund um die Stadt Nitra und Topoľčany und Dialekte der unteren Nitra bis zur Gegend von Šurany und Nové Zámky
- Dialekte von Unter-Trenčin rund um Trenčín und Bánovce nad Bebravou
- Dialekte von Ober-Trenčín, ungefähr nordöstlich des Flusses Vlára, also rund um Ilava, Považská Bystrica und Žilina
- Dialekte von Kysuce rund um Kysucké Nové Mesto und Čadca, mit einer Untergruppe nordöstlich von Čadca mit goralischen Mundarten

## Merkmale
Im Allgemeinen weisen die westslowakischen Dialekte folgende Merkmale auf:
- Betonung wie standardsprachlich auf der ersten Silbe
- Silben ro-, lo- in Worten wie vloni (standardsprachlich vlani, dt. im Vorjahr)
- Vokal e in Wörtern wie deska, zdechnúť, statek, kotel, oves, dešč (standardsprachlich doska, zdochnúť, statok, kotol, ovos, dážď, dt. Brett, sterben/verenden, Gut, Kessel, Hafer, Regen)
- Vokal a (in kurzen Silben) bzw. á (in langen Silben) anstelle des Nasalvokals e in Wörtern wie maso, hovado, ďevať, pátek, prásť, robá, památka (standardsprachlich mäso, hovädo, deväť, piatok, priasť, robia, pamiatka, dt. Fleisch, Rindvieh, neun, Freitag, spinnen, sie arbeiten, Denkmal)
- anstelle von Diphthongen werden lange Vokale verwendet
- Konsonanten ď und ť werden dz, c ausgesprochen, in Wörtern wie dzeci ,dzedzina, píšece (standardsprachlich deti, dedina, píšete, dt. Kinder, Dorf, ihr schreibt)
- rhythmische Kürzung findet keine Anwendung
- Doppelkonsonanten in Wörtern wie masso, kašša, im Nitra-Gebiet auch sallo, palla, jenna (standardsprachlich mäso, kaša, sadlo, padla, jedna, dt. Fleisch, Brei, Fett, sie fiel, eine)
- Konsonantengruppe šč in Wörtern wie ešče, ščasní (standardsprachlich ešte, šťastní, dt. noch, glücklich) anstelle des standardsprachlichen šť
- Nominativ Singular für neutrale Substantive hat häufiger die Endung -o.
- Deklination ist an mehreren Stellen unterschiedlich: maskuline und neutrale Substantive mit Endungen -r, -l, -z, -s werden nach dem Muster für weiche Endungen dekliniert, Lokativ Singular für maskuline und neutrale Adjektive hat die Endung -ém (standardsprachlich -om), Instrumentalis Singular für feminine Adjektive hat die Endung -ú (standardsprachlich -ou)
- Verben mit der Infinitivendung -iť (standardsprachlich) haben in der Vergangenheit die Endung -el
- spezifische Ausdrücke und Wendungen: Wörter wie širák, ručník, strecha, kočka, sinokvet, hrebíček, egreš (dt. Hut, Umhängetuch, Dach, Katze oder umg. Puppe [im Sinne gutaussehende Frau], Silberscharte, Edelnelke, Stachelbeere) haben ihren Ursprung in westslowakischen Dialekten